# Adeline de Monseignat

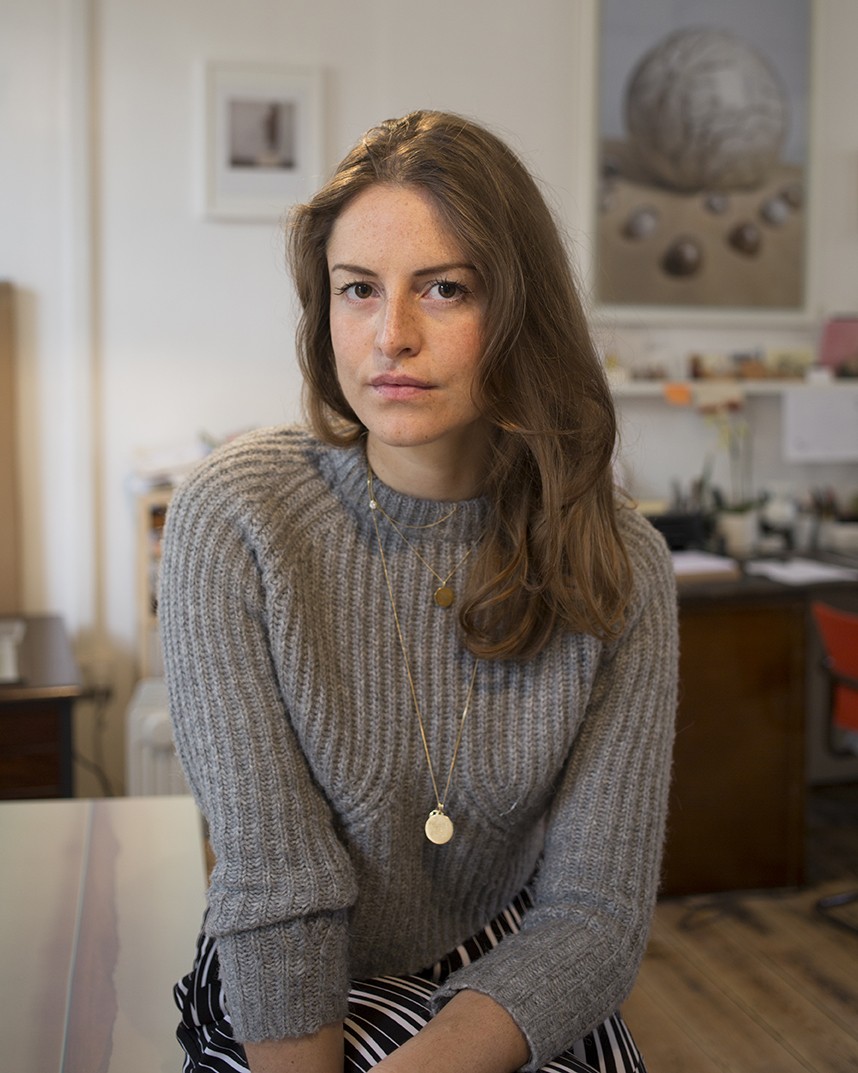
Adeline de Monseignat

Adeline de Monseignat (* 1. Februar 1987) ist eine niederländisch-monegassische Künstlerin (contemporary visual art). Sie lebt und arbeitet in London und Mexiko-Stadt. Ihre aus natürlichen Materialien wie recyceltem Fell, Erde, Textilien, Glas und Marmor gefertigten Skulpturen und Installationen zeigen ein Interesse an Mythologie, Anthropologie und Psychologie, insbesondere am Unheimlichen.

## Ausbildung und Karriere
Adeline de Monseignat erwarb 2009 einen Bachelor of Arts in Sprache und Kultur am University College London. 2007 absolvierte sie ein Erasmus-Jahr und studierte Architektur und Design am Politecnico di Milano. Anschließend absolvierte sie 2010 einen Kurs an der Slade School of Fine Art, bevor sie 2011 ihren Master of Fine Arts mit Auszeichnung an der City and Guilds of London Art School abschloss.
Aufgrund der Ausstellung ihrer Abschlussarbeit wurde sie für den Catlin Guide ausgewählt, ein Buch, das vierzig neue, vielversprechende Künstler mit Hochschulabschluss im Vereinigten Königreich vorstellt. Daraufhin wurde sie zusammen mit neun anderen Künstlerkollegen für die Wahl des Catlin Art Prize 2012 nominiert.
Im Jahr 2015 brachte der Bildhauer Gianpietro Carlesso Monseignat das Steinhauen bei und seit einem Aufenthalt in Mexiko im Jahr 2017 hat sie Marmor zu einem festen Bestandteil ihrer Arbeit gemacht.
Im Jahr 2018 zeigte Monseignat in der Galería de Arte Mexicano erstmalig Werke in Mexiko mit dem Titel Synergia, die im darauffolgenden Jahr von Lateinamerikas einzigem Museum für Bildhauerei, dem Museo Federico Silva in San Luis Potosi, Mexiko, übernommen wurden.

## Auszeichnungen
- 2012: Catlin Art Prize Public Vote Prize.[11]
- 2013: Royal Society of Sculptors Bursary Award.[12]

## Ausstellungen (Auswahl)
An folgenden Einzel- und Sammelausstellungen wurden die Werke von Adeline de Monseignat gezeigt:
- 2011 – Reveal the Tension, Einzelausstellung, in der Norman Rea Gallery, York, Großbritannien[13]
- 2012 – Art Moscow, Moskau, Russland
- 2012 – The Catlin Art Prize, London, Großbritannien[7][8]
- 2012 – Dividing Line, High House Gallery, Oxfordshire, Großbritannien[14]
- 2013 – The Future Can Wait, Victoria House, London, Großbritannien[15]
- 2013 – The Uncanny, Ronchini Gallery, London, Großbritannien[16]
- 2013 – The London Project, Yorkshire Sculpture Park, Yorkshire, Großbritannien[17]
- 2013 –  Articulate, Victoria Miro Gallery, London, Großbritannien[18]
- 2014 – Time to Hit the Road, Leila Heller Gallery, New York City, Vereinigte Staaten von Amerika[19]
- 2014 – Home, Ronchini Gallery, London, Großbritannien[20]
- 2015 – Points of Contact, Cob Gallery, London, Großbritannien[21]
- 2015 – Whispers - Project by Adeline de Monseignat, Ronchini Gallery, London, Großbritannien[22]
- 2015 – UK/RAINE, Saatchi Gallery, London, Großbritannien
- 2016 – Beyond Borders, Blain Southern, London, Großbritannien[23]
- 2016 – Art Barter Dubai, Alserkal Avenue, Dubai, Vereinigte Arabische Emirate
- 2016 – I am NOT tino sehgal, Nahmad Projects, London, Großbritannien[24]
- 2016 – Sigmund's Shorts: In the Flesh, Freud Museum, London, Großbritannien[25]
- 2017 – House of Penelope, Gallery 46, London, Großbritannien[26]
- 2017 – Force of Nature, Mile End Art Pavilion, London, Großbritannien[27]
- 2017 – Contemporary Sculpture Fulmer, Fulmer, Großbritannien[28]
- 2017 – L'Attesa, Exchiesetta, Polignano a Mare, Puglia, Italien[29]
- 2018 – Synergia, Galería de Arte Mexicano, Mexiko-Stadt, Mexiko[30]
- 2018 – O, Ronchini Gallery, London, Großbritannien[31]
- 2018 – Skulpturenpark, Galerie Kandlhofer, Vienna, Austria[32][33]
- 2018 – Cure3, Bonhams, London, Großbritannien[34][35]
- 2019 – Through the Looking Glass, Cob Gallery, London, Großbritannien[36][37]
- 2019 – Silogismos de la Construcción, Studio Block M74, Mexiko-Stadt, Mexiko[38]
- 2019 – Sisyphus in Retrograde, London, Großbritannien[39]
- 2019 – Synergia, Museo Federico Silva, San Luis Potosi, Mexiko[40]
- 2020 – Fire Ladders, Museo de Geologia, Mexiko-Stadt, Mexiko[41]
- 2020 – Recover/Uncover, Masa Galeria, Mexiko-Stadt, Mexiko[42][43][44]
- 2020 – Salon Acme no.8, Salon Acme, Mexiko-Stadt, Mexiko[45]

## Privates
Seit 2019 ist Adeline de Monseignat mit dem Bildhauerkollegen Pablo de Laborde Lascaris verheiratet, den sie über die Royal Society of Sculptors kennenlernte.